# Метрична зв'язність
Метрична зв'язність ― лінійна зв'язність у векторному розшаруванні
{\displaystyle \eta :E\to B}
з білінійною метрикою в шарах, при якій паралельне перенесення вздовж довільно шматково-гладкої кривої в {\displaystyle B} зберігає метрику, тобто скалярний добуток векторів залишається сталим при їх паралельному перенесенні.

## Пов'язані означення
- Афінна метрична зв'язність для ріманової метрики називається рімановою зв'язністю.

## Приклади
- Зв'язність Леві-Чивіти